# Besnik Krasniqi
Besnik Krasniqi (ur. 1 lutego 1990 w Prisztinie) – jugosłowiański i kosowski piłkarz.